# Збірна Гібралтару з футболу
Збірна Гібралтару з футболу — футбольна збірна, яка представляє Гібралтар у міжнародних змаганнях, контролюється Футбольною асоціацією Гібралтару.
Станом на 3 квітня 2025 посідає 196-e місце у рейтингу футбольних збірних світу.

## Історія
Гібралтар подав заявку на входження до складу УЄФА, але отримав відмову 2007 року. Справа була передана до Спортивного арбітражного суду, і з 1 жовтня 2012 Гібралтар став тимчасовим членом УЄФА. Рішення про постійне членство Гібралтару в УЄФА було прийнято на XXXVII Черговому Конгресі УЄФА 24 травня 2013. Гібралтар був визнаний повноправним членом УЄФА. Це дало змогу команді взяти участь у відбіркових матчах до Чемпіонату Європи з футболу 2016 року. 24 січня 2014 року були оголошені кошики для жеребкування групового етапу і збірна Гібралтару потрапила в кошик під номером 6 (53-тя у списку європейських збірних окрім Франції - господаря турніру). 23 лютого 2014 року при жеребкуванні була відібрана до групи D кваліфікаційного раунду.
13 травня 2016 року Гібралтар став повноцінним членом ФІФА і отримав право брати участь у чемпіонатах світу. Як член УЄФА збірна Гібралтару перемагала лише тричі, двічі у товариських матчах: 4 червня 2014 року проти збірної Мальти з рахунком 1:0 і проти збірної Латвії 25 березня з рахунком 1:0, а також 13 жовтня 2018 року проти збірної Вірменії 1:0 у рамках Ліги Націй УЄФА. Натомість під час відборів до Євро-2016 і ЧС-2018 (по 10 матчів) команда програла усі 20 матчів так само як і під час наступних відбірних циклів до Євро-2020 та ЧС-2022.

## Чемпіонати Європи
- 2016—2024 – не пройшла кваліфікацію

## Чемпіонати світу
- 2018—2022 – не пройшла кваліфікацію